# Liste der Nummer-eins-Hits in Finnland (1976)
Dies ist eine Liste der Nummer-eins-Hits in Finnland im Jahr 1976. Sie basiert auf den offiziellen Single Top und den Album Top, die im Auftrag von Musiikkituottajat, der finnischen Landesgruppe der IFPI, erstellt werden.

## Singles
| | Liste der Nummer-eins-Hits in Finnland | Liste der Nummer-eins-Hits in Finnland | Liste der Nummer-eins-Hits in Finnland | 1977 →                    |
| \| Zeitraum \| Wo. ges. \| Interpret \| Titel Autor(en) \| Zusätzliche Informationen \| \| (Zeitraum, Wochen auf Platz eins, Interpret, Titel, Autor[en], zusätzliche Informationen) \| \| \| \| \| \| ----------------------------------------------------------------------------------------- \| -------- \| -------------- \| ----------------------------- \| ------------------------- \| \| November 1975 – Januar 1976 3 Monate \| 3 \| Erkki Liikanen \| Evakkoreki \| – \| \| Februar 1976 – März 1976 2 Monate \| 2 \| Exodus \| Africa \| – \| \| April 1976 1 Monat \| 1 \| Danny \| Kuusamo \| – \| \| Mai 1976 – Juni 1976 2 Monate \| 2 \| Vicky Rosti \| Tuolta saapuu Charlie Brown \| – \| \| Juli 1976 – August 1976 2 Monate \| 2 \| Freeman \| Ajetaan tandemilla \| – \| \| September 1976 1 Monat \| 1 \| Vicky Rosti \| Näinkö aina meille täällä käy \| – \| \| Oktober 1976 1 Monat \| 1 \| Barbi Benton \| Ain’t That Just the Way \| – \| \| November 1976 1 Monat \| 1 \| Katri Helena \| Syysunelma \| – \| \| Dezember 1976 1 Monat \| 1 \| Jackpot \| Sing My Love Song \| – \| |                                        |                                        |                                        |                           |
| |                                        |                                        |                                        | → 1977 →                  |
| Zeitraum | Wo. ges.                               | Interpret                              | Titel Autor(en)                        | Zusätzliche Informationen |
| (Zeitraum, Wochen auf Platz eins, Interpret, Titel, Autor[en], zusätzliche Informationen) |                                        |                                        |                                        |                           |
| November 1975 – Januar 1976 3 Monate | 3                                      | Erkki Liikanen                         | Evakkoreki                             | –                         |
| Februar 1976 – März 1976 2 Monate | 2                                      | Exodus                                 | Africa                                 | –                         |
| April 1976 1 Monat | 1                                      | Danny                                  | Kuusamo                                | –                         |
| Mai 1976 – Juni 1976 2 Monate | 2                                      | Vicky Rosti                            | Tuolta saapuu Charlie Brown            | –                         |
| Juli 1976 – August 1976 2 Monate | 2                                      | Freeman                                | Ajetaan tandemilla                     | –                         |
| September 1976 1 Monat | 1                                      | Vicky Rosti                            | Näinkö aina meille täällä käy          | –                         |
| Oktober 1976 1 Monat | 1                                      | Barbi Benton                           | Ain’t That Just the Way                | –                         |
| November 1976 1 Monat | 1                                      | Katri Helena                           | Syysunelma                             | –                         |
| Dezember 1976 1 Monat | 1                                      | Jackpot                                | Sing My Love Song                      | –                         |

## Alben
| | Liste der Nummer-eins-Hits in Finnland | Liste der Nummer-eins-Hits in Finnland | Liste der Nummer-eins-Hits in Finnland | 1977 →                    |
| \| Zeitraum \| Wo. ges. \| Interpret \| Titel \| Zusätzliche Informationen \| \| (Zeitraum, Wochen auf Platz eins, Interpret, Titel, zusätzliche Informationen) \| \| \| \| \| \| ------------------------------------------------------------------------------ \| -------- \| -------------------------- \| -------------- \| ------------------------- \| \| November 1975 – Januar 1976 3 Monate \| 3 \| Hurriganes \| Crazy Days \| – \| \| Februar 1976 – März 1976 2 Monate \| 2 \| Olavi Virta \| Unohtumattomat \| – \| \| April 1976 – Mai 1976 2 Monate \| 2 \| (Verschiedene Interpreten) \| Finnhits 3 \| – \| \| Juni 1976 1 Monat \| 1 \| Royals \| Spring 76 \| – \| \| Juli 1976 – August 1976 2 Monate \| 2 \| Cisse Häkkinen \| Teendreams \| – \| \| September 1978 – Oktober 1978 2 Monate \| 2 \| (Verschiedene Interpreten) \| Finnhits 4 \| – \| \| November 1976 – Dezember 1976 2 Monate \| 2 \| Katri Helena \| Lady Love \| – \| |                                        |                                        |                                        |                           |
| |                                        |                                        |                                        | → 1977 →                  |
| Zeitraum | Wo. ges.                               | Interpret                              | Titel                                  | Zusätzliche Informationen |
| (Zeitraum, Wochen auf Platz eins, Interpret, Titel, zusätzliche Informationen) |                                        |                                        |                                        |                           |
| November 1975 – Januar 1976 3 Monate | 3                                      | Hurriganes                             | Crazy Days                             | –                         |
| Februar 1976 – März 1976 2 Monate | 2                                      | Olavi Virta                            | Unohtumattomat                         | –                         |
| April 1976 – Mai 1976 2 Monate | 2                                      | (Verschiedene Interpreten)             | Finnhits 3                             | –                         |
| Juni 1976 1 Monat | 1                                      | Royals                                 | Spring 76                              | –                         |
| Juli 1976 – August 1976 2 Monate | 2                                      | Cisse Häkkinen                         | Teendreams                             | –                         |
| September 1978 – Oktober 1978 2 Monate | 2                                      | (Verschiedene Interpreten)             | Finnhits 4                             | –                         |
| November 1976 – Dezember 1976 2 Monate | 2                                      | Katri Helena                           | Lady Love                              | –                         |

Siehe auch: Nummer-eins-Hits 1976 in  Australien, Belgien, Deutschland, Frankreich, Irland, Italien, Japan, Kanada, Neuseeland, den Niederlanden, Norwegen, Österreich, Schweden, der Schweiz, Spanien, den Vereinigten Staaten und im Vereinigten Königreich.